# La tomba perduta di Gesù
La tomba perduta di Gesù è un documentario pseudoscientifico co-prodotto e trasmesso per la prima volta su Discovery Channel e Vision TV in Canada il 4 marzo 2007 riguardante la scoperta della Tomba di Talpiot. È stato diretto dal regista e produttore canadese Simcha Jacobovici e prodotto da Felix Golubev e Ric Esther Bienstock, mentre James Cameron ha svolto la funzione di produttore esecutivo. Il film è stato lanciato contemporaneamente con un libro sullo stesso soggetto, La tomba di famiglia di Gesù, uscito a fine febbraio 2007 e scritto a quattro mani da Jacobovici e Charles R. Pellegrino. Nel documentario, Jacobovici afferma di avere individuato la tomba di famiglia di Gesù di Nazareth, insieme a quella di sua moglie Maria Maddalena, il loro figlio Giuda, i loro genitori ed i loro fratelli.
Le opinioni espresse nel documentario sono state respinte dalla stragrande maggioranza di archeologi, teologi, biblisti e linguisti.

## L'effettiva scoperta della tomba
La tomba, nota come Tomba di Talpiot, fu scoperta nel 1980 durante la costruzione di un'abitazione. Furono trovati dieci ossari in una grotta, comprendenti i sei che sono il soggetto del film di Jacobovici. Tuttavia, uno dei dieci ossari andò perduto anni fa, presumibilmente rubato.
"Nel film si afferma che le 'informazioni fornite non sono mai state diffuse prima', ma in realtà non c'è alcuna novità. "Io ho pubblicato tutti i dettagli nell'Antiqot journal nel 1996, e non ho mai detto che fosse la tomba della famiglia di Gesù," ha affermato Amos Kloner, oggi professore di archeologia presso l'Università Israeliana Bar-Ilan e autore del rapporto dello scavo originale per il predecessore dell'Autorità Israeliana per le Antichità.
"Io penso che si tratti di un lavoro poco serio. Io pubblico solo lavori accademici…," ha affermato Kloner. "[Questo film] è un mucchio di stupidaggini."

## Iscrizioni sull'ossario
Sei dei nove ossari rimanenti contengono delle iscrizioni. Gli altri tre non hanno iscrizioni. La tomba perduta di Gesù presuppone che tre degli ossari con iscrizioni contengano il nome di figure del Nuovo Testamento. Il reale significato delle epigrafi è controverso. I realizzatori del documentario sostengono che quattro importanti epigrafisti confermano la loro interpretazione delle iscrizioni, ma tali epigrafisti hanno successivamente smentito tale interpretazione. Così come tradotte ne La tomba perduta di Gesù e La tomba della famiglia di Gesù, esse recitano come di seguito:
- Yeshua bar Yehosef, Aramaico per "Gesù figlio di Giuseppe"
- Maria, scritta in aramaico, ma forma latina del nome ebreo "Miriam" ("Maria")[6]
- Yose, diminutivo di "Giuseppe" menzionato (nella sua forma greca ιωσης "Joses") come nome di uno dei fratelli di Gesù nel Nuovo Testamento (Marco 6:3)
- Yehuda bar Yeshua, Probabilmente aramaico per "Giuda figlio di Gesù"
- Mariamene e Mara. Secondo i realizzatori del film questo è greco per "Maria detta la padrona.", ovvero Maria Maddalena
- Matya, Ebraico per 'Matteo'—non ritenuto Matteo l'Evangelista ma "probabilmente il marito di una delle donne i cui resti si trovavano in uno degli ossari senza iscrizioni."[5]. I realizzatori del film affermano che esiste una prova secondo la quale Maria madre di Gesù avesse molti parenti chiamati Matteo[6]

## Parere degli esperti
Le ipotesi del film sono state rigettate dalla stragrande maggioranza di archeologi, biblisti e studiosi del Medio Oriente, che hanno fatto notare come i nomi citati negli ossari sono estremamente comuni nella Giudea di quel tempo e come, in ogni caso, non sia neppure possibile affermare con sicurezza cosa ci sia effettivamente scritto sugli ossari. L'archeologo Amos Kloner, che supervisionò la scoperta, ha liquidato il film come "un'assurdità". In un'intervista a The Washington Post, l'archeologo William G. Dever ha affermato:
"Conosco questi ossari da molti anni e così tanti altri archeologi, e nessuno di noi ha pensato che fossero nulla di speciale, perché questi sono nomi ebraici piuttosto comuni di quel periodo. È una trovata pubblicitaria, che renderà queste persone molto ricche e sconvolgerà milioni di persone innocenti perché incapaci separare i fatti dalla finzione. Non sono un cristiano, né un credente, ma è vergognoso il modo distorto in cui la cosa è stata presentata.
L'archeologa e biblista Jodi Magness ha fatto notare come Gesù provenisse da una famiglia povera, che non poteva permettersi una tomba di quelle dimensioni e che, anche qualora avesse potuto permettersela, essa si sarebbe trovata a Nazareth (dove Gesù abitava), non certo a Gerusalemme. Ha anche sottolineato come i nomi sugli ossari di Talpiyot indicano che la tomba apparteneva a una famiglia della Giudea,  dove le persone erano conosciute con il loro nome di battesimo e il nome del padre. In quanto galileo, Gesù sarebbe stato conosciuto invece con il luogo di appartenenza, ovvero come "Gesù il Nazareno" e non "Gesù, figlio di Giuseppe".
L'archeologo Lawrence Stager, professore di archeologia di Israele ad Harvard, ha detto che il documentario "sfrutta la tendenza che ha preso piede con la pubblicazione de Il codice da Vinci. Il problema è che ci sono così tante persone biblicamente illetterate nel mondo, che non sapranno identificare questo lavoro per quello che è, ovvero pseudo-scienza".
Lo studioso Géza Vermes (esperto nello studio del Gesù storico) ha definito le teorie di Jacobovici "inconsistenti e, in generale, insignificanti", aggiungendo che "Le prove finora avanzate sono ben lontane dal dimostrare che la tomba di Talpiot è, o addirittura potrebbe essere, la tomba della famiglia di Gesù di Nazaret. L'identificazione dell'ossario di Mariamne con quello di Maria Maddalena dei Vangeli non ha alcun supporto e senza di esso l'argomento crolla. Con poche eccezioni, la grande maggioranza degli studiosi riuniti considera la teoria secondo cui gli ossari di Talpiot contenevano i resti di Gesù di Nazareth e della sua famiglia del tutto improbabile. A mio parere, la questione è, e in assenza di nuove prove sostanziali, dovrebbe rimanere chiusa ".
Un dibattito sul tema si è tenuto al Seminario Teologico di Princeton, dove la maggioranza dei partecipanti ha rigettato la possibilità che la Tomba di Talpiot abbia qualsiasi connessione con Gesù di Nazaret, sottolineando come il nome "Mariamne" (se di tale nome si tratta) non è collegabile in alcun modo a Maria Maddalena, che nessuna tradizione cristiana parli di un matrimonio tra Gesù e la Maddalena e di un loro figlio chiamato Giuda, che le teorie di Jacobovici contraddicono le Lettere di Paolo ed il Vangelo di Marco (i più antichi testi della cristianità), che una tomba riportante la scritta "Gesù, figlio di Giuseppe" è stata trovata anche in un'altra zona di Gerusalemme e che nessuna tradizione cristiana parli di una tomba di Gesù in questa zona di Gerusalemme.
In un articolo per il sito della CNN, Joel S. Baden e Candida Moss hanno entrambi respinto la tesi di Jacobovici, affermando che "le prove mancano e la storia non ha nessun senso". Nello stesso periodo, in un dibattito per The Dallas Morning News, il biblista evangelico Darrell L. Block ed il suo collega ateo Bart D. Ehrman hanno entrambi concluso che la Tomba di Talpiot non può essere collegata al Gesù storico.
L'archeologo Jerome Murphy O'Connor della École biblique et archéologique française de Jérusalem ha definito il film "una trovata pubblicitaria a cui nessuno studioso darebbe mai credito"
In un'intervista a Il Giornale, l'archeologo Michele Piccirillo ha definito le teorie del film di Cameron e Jacobovici come "delle baggianate", sottolineando come attribuire questa tomba a Gesù di Nazareth "sarebbe come scavare in un cimitero italiano e credere di aver trovato il corpo di Mussolini perché su una tomba si è trovato il nome Benito."
L'archeologo e teologo polacco Lesław Daniel Chrupcała, in un'intervista ad Avvenire, ha definito le idee di Jacobovici "fanta-archeologia".

### Distorsione delle opinioni degli studiosi
La maggior parte degli studiosi intervistati nel documentario ha successivamente protestato contro Cameron e Jacobovici, accusandoli di distorcere le loro parole:
- l'archeologo Shimon Gibson ha dichiarato di non aver mai affermato che la tomba di Talpiot possa essere collegata a Gesù di Nazareth. In effetti, aveva dichiarato chiaramente di essere molto scettico riguardo a tale affermazione;
- lo studioso di epigrafi Frank Moore Cross ha negato di aver affermato che i nomi sull'ossario fossero legati alla famiglia di Gesù di Nazareth, osservando che quei nomi erano estremamente comuni nel I secolo d.C. e che le statistiche nel film non sono convincenti;
- il genetista Carney Matheson ha negato di sostenere l'idea che Yeshua e Mariamne nella tomba fossero marito e moglie, e che aveva solo affermato che quelle due persone non erano legate maternamente;
- il biblista François Bovon ha negato di aver mai affermato che la Mariamne nella tomba di Talpiot sia Maria Maddalena.[17]

Shimon Gibson ha in seguito pubblicato un saggio insieme ad Amos Kloner, affermando che crede che la Tomba di Gesù sia nel Santo Sepolcro e non nella Tomba di Talpiot.